# 전병우 (야구 선수)
전병우(全炳佑, 1992년 10월 24일 ~ )는 KBO 리그 삼성 라이온즈의 내야수이다.

## 한국 프로야구 시절

### 롯데 자이언츠시절
2015년에 입단하였다. 2018년 9월 4일 한화 이글스와의 경기에 출전하며 데뷔 첫 경기를 치렀고, 경기에서 1사구를 기록했다. 2018년 9월 12일 두산전에서 김승회를 상대로 데뷔 첫 안타를 기록했다. 2018년 9월 28일 넥센전에서 오주원을 상대로 데뷔 첫 홈런을 기록했다.

### 키움 히어로즈시절
2020년 4월 6일에 당시 롯데 자이언츠 소속이었던 그와 차재용, 키움 히어로즈 소속이었던 추재현과 2:1 트레이드를 통해 이적하였다. 2020년 6월 6일 LG전에서 이상규를 상대로 첫 끝내기 안타를 쳐 내 팀의 역전 승을 이끌었다.
2022년 11월 1일에 SSG 랜더스와의 한국시리즈 1차전에서 역전 2점 홈런을 기록했고, 연장전에서 적시타를 쳐 내 팀의 승리를 이끌었다. 이 경기에서 데일리 MVP로 선정됐다.

## 삼성 라이온즈시절
2024년 KBO 리그 2차 드래프트를 통해 이적하였다.

## 호주 프로야구 시절
2019년에 질롱 코리아에 입단하였다.

## 배우자
- '이예진' (2020년 ~ 현재)

## 출신 학교
- 동삼초등학교
- 경남중학교
- 개성고등학교
- 동아대학교

## 통산 기록
| 연도 | 팀명  | 타율  | 경기 | 타수 | 득점 | 안타 | 2루타 | 3루타 | 홈런 | 루타 | 타점 | 도루 | 도실 | 볼넷 | 사구 | 삼진 | 병살 | 실책 |
| ---- | ----- | ----- | ---- | ---- | ---- | ---- | ----- | ----- | ---- | ---- | ---- | ---- | ---- | ---- | ---- | ---- | ---- | ---- |
| 2018 | 롯데  | 0.364 | 27   | 66   | 18   | 24   | 7     | 0     | 3    | 40   | 13   | 3    | 0    | 9    | 1    | 24   | 1    | 1    |
| 2019 | 롯데  | 0.098 | 29   | 51   | 2    | 5    | 1     | 0     | 0    | 6    | 0    | 0    | 0    | 3    | 0    | 22   | 0    | 2    |
| 2020 | 키움  | 0.237 | 119  | 359  | 46   | 85   | 13    | 3     | 8    | 128  | 48   | 7    | 0    | 37   | 2    | 100  | 7    | 9    |
| 2021 | 키움  | 0.187 | 115  | 214  | 35   | 40   | 8     | 0     | 6    | 66   | 31   | 3    | 1    | 33   | 9    | 83   | 0    | 9    |
| 2022 | 키움  | 0.203 | 115  | 197  | 14   | 40   | 7     | 0     | 5    | 62   | 21   | 0    | 0    | 17   | 7    | 68   | 5    | 6    |
| 2023 | 키움  | 0.145 | 41   | 62   | 6    | 9    | 3     | 0     | 1    | 15   | 6    | 0    | 0    | 10   | 1    | 28   | 0    | 2    |
| 2024 | 키움  | 0.225 | 58   | 111  | 17   | 25   | 5     | 0     | 5    | 45   | 14   | 0    | 1    | 14   | 1    | 42   | 3    | 3    |
| 통산 | 7시즌 | 0.215 | 504  | 1060 | 138  | 228  | 44    | 3     | 28   | 362  | 133  | 13   | 2    | 123  | 21   | 367  | 16   | 32   |